# Betlémská kaple na Žižkově
Betlémská kaple na Žižkově je kubistická budova, sloužící jako farní kostel žižkovského sboru Českobratrské církve evangelické. Nachází se v Prokopově ulici uvnitř bloku činžovních domů.

## Historie

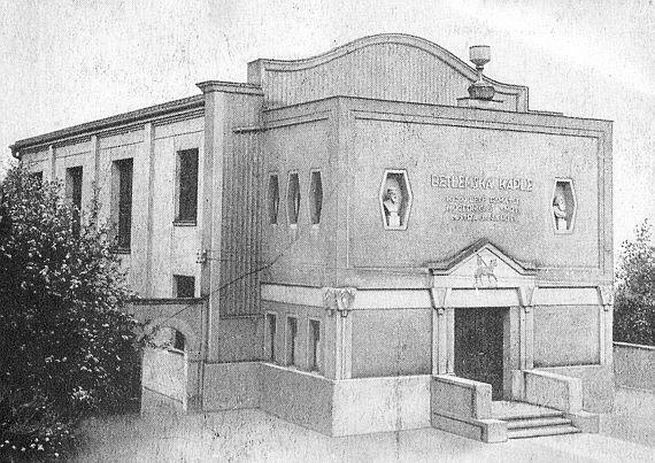
Betlémská kaple na Žižkově na historické pohlednici před dostavbou zvonice

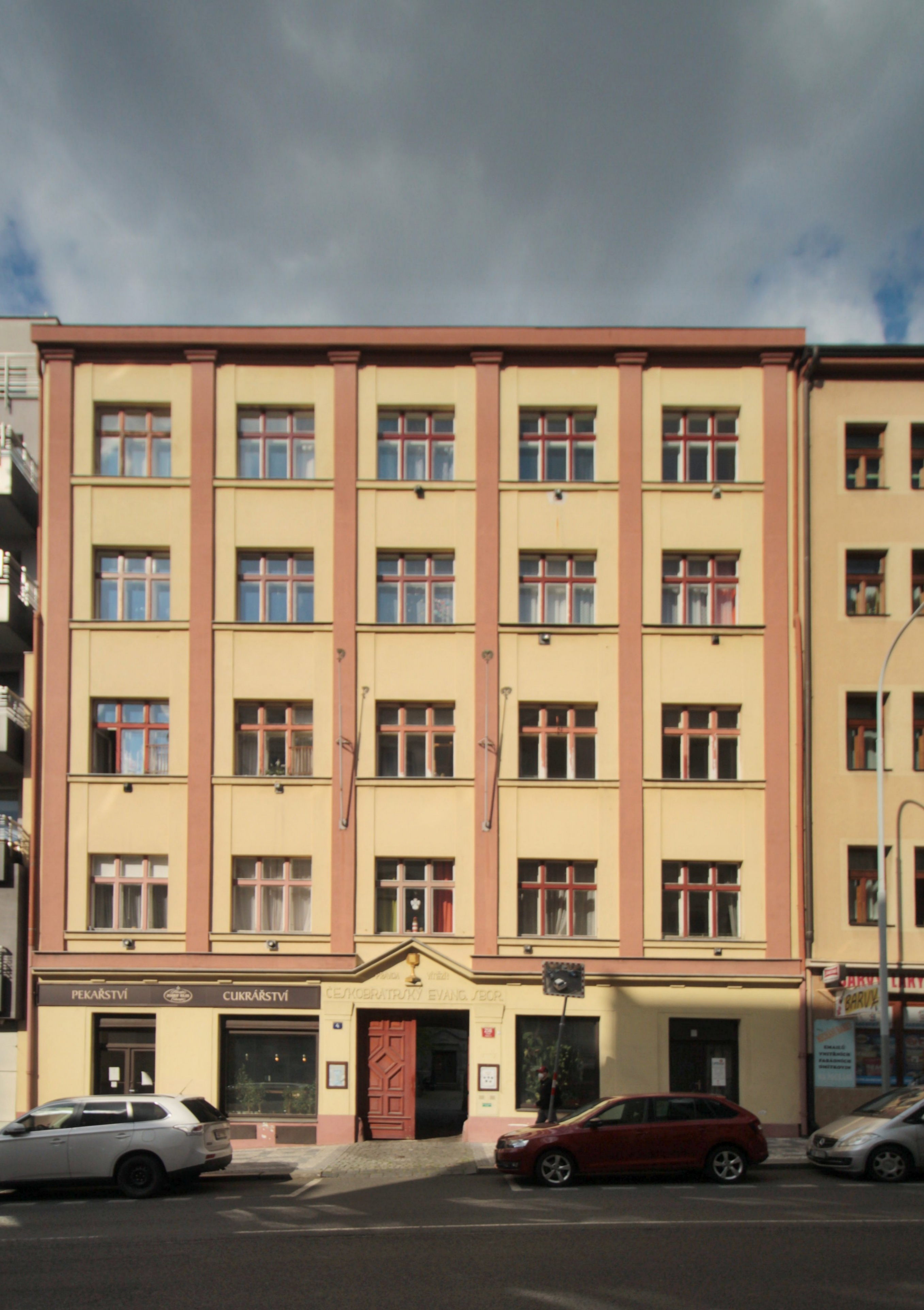
Vstup do Betlémská kaple z Prokopovy ulice

V roce 1911 filiální sbor zakoupil dům na Prokopově třídě. Stavbu kaple zadal v roce 1912 firmě stavitele Matěje Blechy. Autorem projektu je s největší pravděpodobností architekt Emil Králíček, který v té době pracoval v Blechově projekčním ateliéru. Stavba kombinuje prvky kubismu a pozdní secese. Souhlas se stavbou byl vydán 21. června 1913. Stavba byla otevřena slavnostním shromážděním dne 29. června 1914. Náklady na stavbu činily 46 000 rakousk-uherských korun.
Protože stavba stojí na místě jámy po těžbě písku, která byla zavezena sutinami z pražské asanace, musela být pod stavbou položena betonová základová deska.
Roku 1919, přichází do Betlémské kaple její první vikář Kristian Pavel Lanštják, který se následně roku 1921 stává prvním farářem 1. sboru Českobratrské církve evangelické na Žižkově. Díky jeho neúnavné práci a rychle rostoucí obci věřících, jako první místní evangelický farář vybudoval v dělnické čtvrti farní společenství 12 000 členů, se mu podařilo zajistil finanční podporu sboru. Především díky jeho cestám do Švýcar, kde pořádal přednáškovou činnost.
Roku 1928 došlo k dostavbě kanceláří. V roce 1938 darovali evangelíci ze švýcarské obce Balgach žižkovskému sboru zvon. Proto byla podle projektu architekta Bohumíra Kozáka přistavěna zvonice a sakristie, nazvaná Švýcarská síň.
Členy zdejšího sboru byli Petr Fafek s manželkou Liboslavou a dcerami Relou a Liboslavou (Líbou). Petr Fafek, pomocník výsadku Anthropoid, krátce po atentátu na Heydricha zvažoval přesun parašutistů do podzemí zdejšího kostela. Myšlenka byla brzo opuštěna, neboť kostel, obklopen blízkou zástavbou, byl příliš na očích. Spolu s dalšími pomocníky a příbuznými parašutistů byl Petr Fafek dopaden; on i jeho rodina byli vyslýcháni, vězněni na pražském Pankráci a v Malé pevnosti Terezín a nakonec byli všichni deportováni do koncentračního tábora Mauthausen. Zde byli dne 24. října 1942 popraveni zastřelením. Pamětní deska rodiny Fafkovy je umístěna ve vstupu do kaple.
V době asanace Žižkova v 70. letech 20. století bylo plánováno, že bude stavba stržena, ale tehdejší farář František Potměšil dosáhl v roce 1975 prohlášení stavby za kulturní památku a tím její záchrany před zbouráním. 
V roce 1992 byla provedena v interiéru malba studenty Střední školy uměleckoprůmyslové, která zdůrazňuje kubistický duch stavby. Generální oprava kaple proběhla v letech 1996–2006.
Ve svých počátcích využívala Betlémskou kapli skupina The Plastic People of the Universe. Kromě náboženských účelů je kaple využívána i jako koncertní síň a charitativní centrum.